# 2005년 상무 피닉스 야구단 시즌
2005년 상무 피닉스 야구단 시즌은 상무 피닉스 야구단이 KBO 퓨처스리그에 참가한 5번째 시즌이다. 김정택 감독이 팀을 이끌었다. 팀은 북부리그 5팀 중 1위에 올라 창단 3번째 우승을 달성했으며, 전체 9팀 중 승률 1위를 기록했다. 또한 전국종합야구선수권대회에서 2년 연속으로 우승을 차지했다.

## 타이틀
- 세계야구선수권대회 은메달: 김정택(감독), 박정현(코치), 고우석, 김대우, 김문수, 윤성귀, 정상호, 김상현, 문규현, 박정권, 정보명, 김재구, 유재웅
- 국제야구연맹 올해의 감독상: 김정택
- 노히트노런: 고우석 (역대 2호)
- 타수: 이인구 (257)
- 타율: 박정권 (0.369)
- 출루율: 박정권 (0.454)
- 장타율: 박정권 (0.615)
- OPS: 박정권 (1.069)
- 안타: 이인구 (86)
- 1루타: 이인구 (63)
- 북부리그 2루타: 정보명, 이우민 (21)
- 타점: 유재웅 (54)
- 북부리그 최소 삼진: 김재구 (18)
- 완투: 고우석 (2)
- 다승: 윤성귀 (11)
- 승률: 윤성귀 (0.846)
- 북부리그 이닝: 윤성귀 (104.1)

## 선수단
- 투수 : 윤성귀, 김대우, 김수환, 고우석, 권오원, 정재훈, 김문수, 양성제, 오승준, 박창근, 김백만, 박흥일, 위대한, 차상근, 김태영
- 야수 : 이인구, 이우민, 정보명, 유재웅, 김재구, 박정권, 추승우, 정상호, 김상현, 이종욱, 문규현, 김동건, 권도영, 김진수, 허일상, 허용, 김태완, 김민석

## 같이 보기
- 2006년 상무 피닉스 야구단 시즌